# If I Was Your Vampire
«If I Was Your Vampire» — перша пісня з шостого студійного альбому Marilyn Manson Eat Me, Drink Me. Мерілін Менсон написав пісню у Різдво 2006 р. 16 квітня 2007 пісня з'явилася на MySpace-сторінці гурту.
«If I Was Your Vampire» можна почути в трейлерах фільмів Інший світ: Повстання ліканів та Макс Пейн. Трек увійшов до саундтреку пародійної стрічки Вампіри смокчуть (2010). Він також звучить під час фінальних титрів.

## Джерело натхнення
Композицію написано на основі життєвого досвіду фронтмена, коли дивні дії відданої близької подруги підняли йому настрій. «Вона взяла різницький ніж і сказала: „Ось, можеш мене вдарити“», — говорить Менсон. «Коли хтось був готовий утопитися зі мною, я більше не хотів утопитися», — продовжує він. Цей факт відображено в рядках «You press the knife against your heart. And say that „I love you, so much you must kill me now“». Менсон назвав пісню «новою Bela Lugosi's Dead, ґотичним гімном усіх часів».

## Інформація про пісню
«If I Was Your Vampire» починається повільною й гнітючою мелодією, яка змінюється приспівом, що приголомшує слухача пронизливим вокалом та звучанням гітари, що навіює тугу. Пісня закінчується аутро.
Робочий заголовок треку — «I'm Not Your Vampire». Лідер гурту використав термін «вампір» після перегляду фільму 1983 року Голод, де знявся Девід Бові.